# WAB BDhe 4/4 101–118
Der BDhe 4/4 (bis 1982 ABDhe, bis 1963 ABFeh, bis 1956 BCFeh) ist ein vierachsiger Zahnradtriebwagen der Wengernalpbahn (WAB). In den Jahren 1947 bis 1964 beschaffte die WAB insgesamt 18 Exemplare.

## Geschichte
In der Mitte der 1920er Jahre befasste sich die WAB mit der Beschaffung neuer leistungsfähiger Zahnradtriebwagen. Doch der Kriegsausbruch und die daher entstandenen Einnahmeneinbussen erlaubten erst 1945 eine Beschaffung. So bestellte die WAB bei SLM und BBC insgesamt elf schnelle Zahnradtriebwagen BCFeh 4/4 101–111. Dies waren die ersten Personenfahrzeuge mit Mittelgang der WAB. 1961 bestellte die WAB sieben weitere ABFeh 112–118. Diese Beschaffung sollte nun alle lokbespannten Züge ersetzen und somit das Pendelzugzeitalter einläuten. Alle Zahnradtriebwagen wurden entgegen der ursprünglichen Planung nur mit einem talseitigen Führerstand gebaut. Zunächst verkehrten sie, wie die Lokomotiven, mit Vorstellwagen. Die Beschaffung von Steuerwagen ab 1962 sollte es ermöglichen, dass der Lokführer selbst immer an der Zugspitze den Zug führen kann (siehe auch Steuerwagen der Wengernalpbahn). Doch erst nach dem Einbau der Fernsteuerung in die Triebwagen konnte der Pendelzugbetrieb 1964 aufgenommen werden. Im Jahre 1982 wurde die 1. Klasse abgeschafft und die Erstklassabteile deklassiert. Die Triebwagen hiessen nun BDhe 4/4 101–118, allerdings wurde die Typenbezeichnung noch lange als BDeh 4/4 am Fahrzeug angeschrieben. Das Eidgenössische Amt für Verkehr hatte 1966 vorgeschrieben, dass reine Zahnradfahrzeuge mit he und gemischte Adhäsions/Zahnradfahrzeuge mit eh zu bezeichnen seien,
1998 wurden einige Triebwagen teilweise modernisiert, erhielten aussenbündige Türen und Funkfernsteuerung. Ende April 2005 ging der überflüssig gewordene BDhe 4/4 105 zusammen mit dem Bt 225 nach Wilderswil zur Schynige Platte-Bahn. Hier sollte getestet werden, ob ein Triebwagen-Einsatz möglich sei. Doch im August desselben Jahres beschädigte ein Hochwasser den Triebwagen so sehr, dass er nicht mehr fahrtüchtig war und auch nicht mehr repariert wurde. So wurde der BDhe 4/4 105 ausrangiert. Ebenfalls 2005 ausrangiert wurde Triebwagen 103, welcher durch die neuen Bhe 4/8 141-144 überflüssig wurde. 2005 wurde der Triebwagen 104 zu Testzwecken mit Drehstromausrüstung umgebaut.

## Technik
Die BDhe 4/4 101–118 sind Gleichstrom-Zahnradtriebwagen mit dem Zahnstangensystem Riggenbach. Die 15,7 m langen Triebwagen haben eine Höchstgeschwindigkeit von 22 km/h und haben eine Dienstmasse von 24 t. Ihr Laufraddurchmesser beträgt 672 mm und ihr Triebzahnraddurchmesser beträgt 573 mm. Die Bauart ist 2zz' 2zz' mit insgesamt vier Achsen. Ein Teil der Triebwagen besitzt Funkfernsteuerung und fernsteuerbare Türen.

## Aufbau
Die BDhe 4/4 besitzen insgesamt 38 Sitzplätze, ausschliesslich in der 2. Klasse. Zudem haben sie einen 2,60 m² grossen Gepäckraum. Eine Doppeltür je Seite ermöglicht schnellen Fahrgastwechsel. Ferner ist im talseitigen Teil des Triebwagens, direkt hinter dem Führerstand, auf beiden Seiten eine Schiebetür vorhanden, welche das Ein- und Ausladen der Gepäckstücke ermöglicht.

## Einsatz
Die Triebwagen bewältigten nach ihrer Ablieferung den Grundfahrplan, auf dem Streckenabschnitt Grindelwald – Kleine Scheidegg mit einem, auf der Strecke Lauterbrunnen – Wengen – Kleine Scheidegg mit zwei Vorstellwagen, bzw. später mit Steuerwagen und verdrängten die Lokomotiven in die Zusatzzüge. Ab 2005 fuhren die Triebwagen fast nur noch Zusatzzüge bei hohem Fahrgastaufkommen in der Sommer- und Wintersaison, die modernisierten Züge vornehmlich von Grindelwald zur Kleinen Scheidegg. Seit 2012 wickeln sie hauptsächlich den gesamten Güterverkehr auf der Seite Grindelwald ab und fahren Zusatz- und Extrazüge auf dem ganzen Streckennetz der WAB.

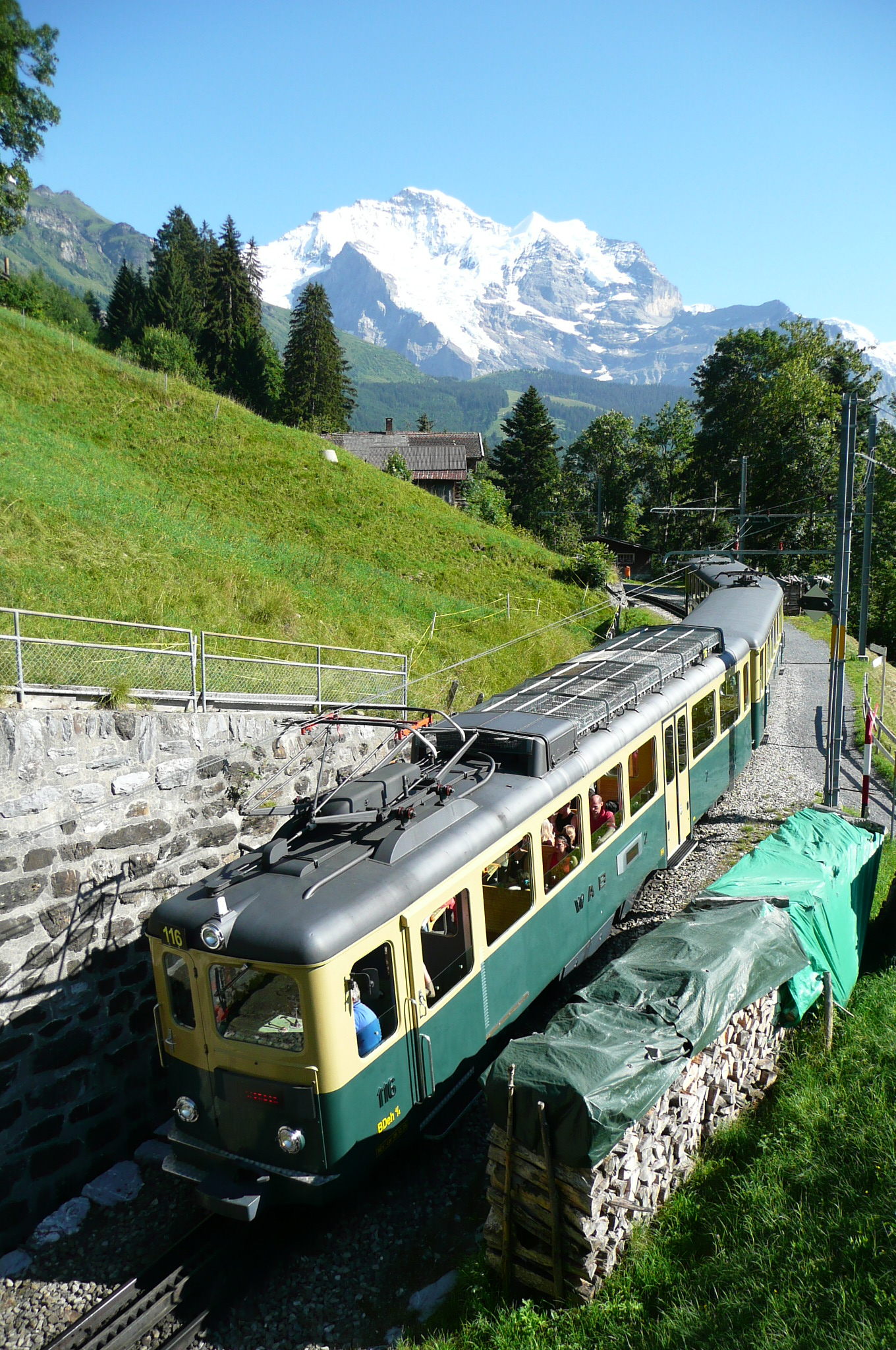
BDhe 4/8 116 nähe Wengwald

| Nummer | Baujahr | Lackierung | Besonderheit                       |
| ------ | ------- | ---------- | ---------------------------------- |
| 101    | 1947    | grün/beige | 2014 ausrangiert                   |
| 102    | 1947    | grün/beige | 2014 ausrangiert                   |
| 103    | 1948    | grün/beige | 2005 ausrangiert                   |
| 104    | 1951    | grün/beige | 2005 Umbau auf Drehstromausrüstung |
| 105    | 1951    | grün/beige | 2005 Abgabe zur SPB, Ausrangierung |
| 106    | 1954    | grün/beige | 2021 ausrangiert, nach Rumänien    |
| 107    | 1954    | grün/beige | 2021 ausrangiert, nach Rumänien    |
| 108    | 1958    | grün/beige | 2020 ausrangiert, nach Rumänien    |
| 109    | 1958    | grün/beige | 2022 ausrangiert, nach Rumänien    |
| 110    | 1960    | grün/beige | 2022 ausrangiert, nach Rumänien    |
| 111    | 1960    | grün/beige | in Betrieb                         |
| 112    | 1963    | grün/beige | in Betrieb                         |
| 113    | 1963    | grün/beige | in Betrieb                         |
| 114    | 1963    | grün/beige | in Betrieb                         |
| 115    | 1963    | grün/beige | in Betrieb                         |
| 116    | 1963    | grün/beige | 2020 ausrangiert, nach Rumänien    |
| 117    | 1964    | grün/beige | in Betrieb                         |
| 118    | 1964    | grün/beige | in Betrieb                         |